# Азотное правило
Азотное правило гласит, что в органических соединениях, состоящих только из водорода, углерода, азота, кислорода, кремния, фосфора, серы и галогенов, чётность молекулярной массы совпадает с чётностью количества атомов азота. Оно используется при нахождении количественного состава органической молекулы. Азотное правило не выполняется для неорганических молекул, например, оксиды азота NO и NO2 имеют нечётное количество азота, но чётные (30 а. е. м. и 46 а. е. м. соответственно) массы.

## Обоснование
Это правило вытекает из того, что наиболее распространённые в нейтральных органических молекулах элементы с чётной атомной массой имеют чётное количество ковалентных связей, а элементы, имеющие нечётную массу, имеют нечётное количество ковалентных связей, за исключением азота, который при массе, равной 14 а. е. м., имеет 3 или 5 ковалентные связи.
Предположим для начала, что в молекуле нет азотов. Чтобы все валентные возможности всех атомов были насыщены, требуется, чтобы суммарное число валентностей всех атомов было чётным (так как на каждую одинарную связь или её эквивалент «используется» по одной валентности от двух разных атомов). Для последнего нужно, чтобы число атомов с нечётными валентностями было чётным. Поскольку их массы также нечётные, суммарная масса молекулы всегда будет чётной.
Теперь допустим наличие азотов. Представим условно азоты как атомы с атомной массой 13, но при подсчёте суммарной массы молекулы добавим а. е. м. по числу азотов. Тогда все рассуждения выше все ещё справедливы, по прежнему требуется чётное число атомов с нечётными валентностями (азотов или других) и по прежнему выйдет чётная суммарная масса (до добавления а. е. м. по числу азотов). Если в молекуле чётное число азотов, к этой чётной массе следует добавить чётное число а. е. м. и получится также чётная молекулярная масса. Если в молекуле нечётное число азотов, то получится нечётная молекулярная масса. Таким образом, чётность молекулярной массы совпадает с чётностью количества азотов, что и требовалось показать.